# Gentle Giant (pel·lícula)
Gentle Giant és una pel·lícula de drama estatunidenca del 1967 sobre l'amistat d'un jove amb un ós negre americà, basada en el llibre Gentle Ben de Walt Morey del 1965. Va ser produït per Ivan Tors, dirigida per James Neilson i escrita per Edward J. Lakso i Andy White. Els protagonistes són Clint Howard, Dennis Weaver, Vera Miles, Ralph Meeker, Huntz Hall, i Bruno l'os. La pel·lícula fou estrenada el 15 de novembre de 1967 per Paramount Pictures.
La pel·lícula també va ser el pilot de la sèrie de la CBS Gentle Ben (1967–69), basada en els mateixos personatges i també protagonitzada per Clint Howard, Dennis Weaver, i Bruno. La pel·lícula és una preqüela de la sèrie de televisió, proporcionant la història de com el noi Mark Wedloe va conèixer l'os Ben, el va domar i el va adoptar com a company. Originalment, la pel·lícula estava programada per a la seva estrena abans de començar a emetre's la sèrie de televisió, però la data de llançament de la pel·lícula es va canviar per estar més a prop d'Acció de Gràcies de 1967, el que significa que la pel·lícula va sortir quan la sèrie de televisió portava dos mesos emetent-se aproximadament. Gentle Giant per tant, va servir de promoció addicional per a la sèrie de televisió Gentle Ben més que per introduir-la.

## Argument
Tom (Dennis Weaver) i Ellen Wedloe (Vera Miles) viuen amb el seu fill petit Mark (Clint Howard) a prop d'una reserva de cacera de Florida. Tom és un pilot que treballa com a observador per localitzar bancs de peix per als pescadors locals, però recentment els peixos han estat escassos, provocant problemes econòmics per als pescadors locals i Tom. El jove Mark adora els animals de tot tipus.
Un dia, Mark està explorant la reserva quan es troba amb un cadell d'ós negre i comença a fer amistat amb ell, només perquè aparegui la mare protectiva i el faci pujar a un arbre. Encara està amagat a l'arbre, Mark observa, horroritzat, com una colla de caçadors furtius, liderats pel pescador local Fog Hanson (Ralph Meeker), disparen il·legalment a l'os mare i capturen el cadell. Mark informa de la caça furtiva a l'oficial local de vida salvatge, que multa Fog. Fog enfurismada i els seus companys intenten colpejar Tom en represàlia per la denúncia de Mark i perquè culpen a Tom de no haver-hi pescat cap peix darrerament, però Tom i el seu amic (el jutge local de pau) guanyen la lluita i llancen Fog i la seva banda fora del moll.
Fog encadena inhumanament el cadell capturat en una barraca fosca amb poc menjar. Malgrat les advertències dels seus pares per mantenir-se al marge de la propietat de Fog, Mark es cola en la propietat de Fog de manera repetida per alimentar el cadell, a qui nomena Ben. A mesura que Ben es fa gran, ell i Mark es fan amics íntims.
Finalment, Fog atrapa a Mark entrant a la propietat. Tom prohibeix a Mark tornar a visitar Ben de nou, mentre que Fog planeja matar Ben i vendre la carn. Mark ignora l'advertència del seu pare per rescatar Ben, portant-lo al bosc per alliberar-lo. Tot i això, Ben es nega a deixar Mark, i tots dos queden atrapats. Tom finalment compra Ben a Fog per salvar-li la vida.
Mark i Ben estan contents un temps, però quan un dia passeja amb Ben, apareixen Fog i la seva i els amenacen. Ben finalment lluita contra Fog. Com que Ben ha atacat una persona, tot i que Mark argumenta que era justificat, els Wedloes es veuen obligats a cedir a Ben a un zoològic. Mark s'acomiada trist de Ben, i la seva gàbia és carregada en un vaixell i duta al zoo. En ruta cap al zoo, Ben surt de la seva gàbia i neda a terra, escapant-se al bosc.
Mentrestant, l'avió de Tom s'estavella, portant-lo a acceptar una feina com a guardia de vida salvatge als Everglades. Mentre busca caçadors furtius, Tom busca un gran os i reconeix l'os com a Ben. Mark està entusiasmat en sentir que Ben es troba a prop i insisteix que Ben no farà cap mal, però Tom no està d'acord, afirmant que Ben s'ha convertit en perillós i s'ha de matar. Tom busca a Ben amb el seu rifle, i Mark segueix, intentant salvar Ben. Tom finalment veu a Ben i està a punt de disparar quan un arbre li cau sobtadament a sobre. Ben va cap a Tom i aparta suaument l'arbre de Tom. Ben després condueix Tom i Mark amb la seva nova "família": un os femení i uns cadells nounats que estava protegint quan va trobar Tom. En vista de les circumstàncies, Tom salva la vida de Ben i Ben i Mark renoven la seva amistat.

## Repartiment
- Clint Howard - Mark Wedloe
- Dennis Weaver - Tom Wedloe
- Vera Miles - Ellen Wedloe
- Ralph Meeker - Fog Hanson
- Huntz Hall - Dink Smith
- Charles Martin - Mike McDonaugh
- Rance Howard - Tater Coughlin
- Frank Schuller - Charlie Mason
- Robertson White - Swenson
- Richard O'Barry - Mate
- James Riddle - Skipper
- Jerry Newby - 1r vilatà
- Frank Logan - 2n vilatà
- Alfred Metz - Pescador
- Levirne DeBord - Pescador
- Bruno l'os - Ben adult

## Producció
Gentle Giant va ser un altre de les pel·lícules d'animals per a públic familiar realitzades per Ivan Tors durant els anys seixanta, algunes de les quals van generar sèries de televisió. Entre les seves anteriors pel·lícules d'animals es troben Flipper (1963) (base de la sèrie de televisió del mateix nom), Zebra in the Kitchen (1965), i Clarence, the Cross-Eyed Lion (1965) (base de la sèrie Daktari). Gentle Giant també va proporcionar les bases per a la sèrie de televisió Gentle Ben. La pel·lícula també es va titular originalment Gentle Ben. En un acord inusual al seu moment, CBS va proporcionar finançament per a la pel·lícula a canvi dels drets d'exhibir la pel·lícula a la televisió després que hagués acabat la seva carrera de cinema als Estats Units.
La novel·la original de Walt Morey tenia lloc a Alaska i el protagonista era un os bru nadiu d'aquell estat. Per a la pel·lícula, l'escenari es va canviar a Florida, que també va ser la ubicació de l'estudi de cinema amb seu a Miami establert per Tors, i l'os fou canviat per un ós negre americà indígena dels Everglades. El rodatge es va realitzar a l'estudi d'Ivan Tors, a Miami, a la vila pesquera de Port Salerno (Florida* (P.O. Smith's Grocery, una fita local, apareix a la pel·lícula), a Palm Beach Gardens (Florida), i a localitzacions als Everglades.
La pel·lícula va ser una de les primeres aparicions de Clint Howard i la seva primera en un paper principal, tot i que va fer nombroses aparicions com a actor infantil en programes de televisió. Segons el pare de Clint, Rance Howard (que també va aparèixer a la pel·lícula com un dels membres de la banda de Fog Hanson), en una audició per al paper de Clint, llavors de 6 anys, per fer una prova de pantalla amb Bruno l'Ós, Clint va xocar contra Bruno a la meitat de l'audició. Aleshores, Bruno va agitar el cap d'un costat a l'altre en un comportament que mostra impaciència en els ossos. Clint va respondre aixecant-se, fent caure la cadena del coll de Bruno mentre li ordenava que l'escoltés i continués l'audició; Bruno va seure. Tors A Tors li va impressionar que el noi de sis anys "no tingués por dels ossos."
Els animals de la pel·lícula, inclòs Bruno, l'os que va fer el paper de Ben adult, van ser proporcionats i entrenats pel ranxo d'animals lAfrica U.S.A. de Ralph Helfer. A més de Bruno, la pel·lícula va incloure altres ossos negres que van interpretar la mare de Ben, la parella de Ben, els cadells de Ben i/o Ben en diferents etapes de la seva vida. Segons l'entrenador Derrick Rosaire Sr. i el seu fill Derrick Rosaire II, Rosaire Sr. posseïa un os negre entrenat que interpretava a la mare de Ben i que també interpretava a Ben en algunes escenes de la pel·lícula. Rosaire Sr. va anomenar l'os "Gentle Ben" i el va exhibir durant anys després de la pel·lícula en circs, xerrades i altres esdeveniments.